# DSV-Gruppe
Die DSV-Gruppe mit Sitz in Stuttgart-Möhringen ist ein Dienstleister für die Sparkassen sowie für die Unternehmen und Verbände der Sparkassen-Finanzgruppe.

## Unternehmen
Der Konzern DSV-Gruppe, der sich aus der Holding Deutscher Sparkassenverlag sowie deren Tochter- und Beteiligungsunternehmen zusammensetzt, hatte im Jahr 2024 einen Jahresumsatz von 902,6 Millionen Euro. Das Unternehmen versteht sich heute als Dienstleister für digitale Services. Das Unternehmen beschäftigt rund 2.764 Mitarbeitende.
Hauptsitz der DSV-Gruppe ist Stuttgart, darüber hinaus ist das Unternehmen bundesweit mit Standorten vertreten. Gesellschafter des Deutschen Sparkassenverlags sind regionale Sparkassen- und Giroverbände sowie Landesbanken.

## Geschichte
Der DSV wurde 1935 als GmbH in Berlin gegründet. Das erste Objekt war der „Sparkassen-Werbedienst“, eine Zeitschrift für Sparkassenmitarbeiter. 1938 erfolgte die Einführung des Deutschen Sparkassenbuchs als genormtes Einheits-Sparkassenbuch. Im gleichen Jahr wurde das Sparkassen-S als Firmenzeichen des Verlags gestaltet.
Nach dem Zweiten Weltkrieg wurde der DSV 1949 in Stuttgart wiedergegründet. 1962 wurde der Unternehmenssitz aus der Stuttgarter Innenstadt nach Stuttgart-Vaihingen verlegt. Der vom DSV in diesem Jahr erstmals verwendete Satz „Wenn's um Geld geht – Sparkasse“ wird ein Jahr später zum Slogan der Zentralen Gemeinschaftswerbung.
1974 startete die erste Weltspartagsaktion der Sparkassen mit Verlosung und die Jugendzeitschrift Knax, die zu den auflagenstärksten Comic-Magazinen Deutschlands zählt. Seit den 1980er Jahren bietet der DSV neben klassischen Verlagsprodukten auch Lösungen für den elektronischen Zahlungsverkehr an, zum Beispiel für die sparkassenübergreifende Geldausgabeautomation. Seit 1983 gibt es das „Planspiel Börse“ der Sparkassen, für das der DSV als Börsenspielzentrale fungiert.
2018 wurde die App „Mobiles Bezahlen“ entwickelt.
Seit dem Jahr 2022 agiert die DSV-Gruppe in einer Holdingstruktur. Aus der Holding „Deutscher Sparkassenverlag“ (DSV) werden wesentliche Shared Services (Strategie, Finanzen, Personal, Administration und Vertrieb) für die Unternehmen der DSV-Gruppe erbracht.

## Tochter- und Beteiligungsunternehmen
Auflistung gemäß Organigramm Stand 1. Juli 2025:
- S-Payment GmbH
  - S-Public Services GmbH
  - Worldline Payone Holding
    - Payone GmbH

  - GIZS Verwaltungs-GmbH i.L.
    - paydirekt GmbH i.L.

  - SRC Security Research & Consulting GmbH
  - qards GmbH

- S-Management Services GmbH
  - Sparkassen-Einkaufsgesellschaft mbH
    - MEG MitarbeiterEinkaufsgesellschaft mbH

  - cit GmbH
  - SIZ GmbH
  - vdpResearch GmbH

- S-Communication Services GmbH
  - S-Markt & Mehrwert GmbH & Co. KG
- DSV Immobilien Service GmbH & Co. KG
- DSV IT Service GmbH

## Geschäftsführung
Stand 31. Juli 2025:
- Michael Stollarz (Vorsitzender)
- Stefan Roesler (stv. Vorsitzender der Geschäftsführung)